# Шёберг, Йосабет
Йосабет Фредрика Паулина Шёберг (швед. Josabeth Fredrica Paulina Sjöberg; 29 июня 1812, Стокгольм — 29 декабря 1882, Стокгольм) — шведская художница-самоучка.

## Биография и творчество
Йосабет Шёберг родилась в 1812 году в Стокгольме. Её отец, Нильс Шёберг, был секретарём в Военной коллегии. Когда Йосабет было 18 лет, умерла её мать, а ещё через два года — отец. Некоторое время Йосабет жила с братом Нильсом, который был на два года старше. Замужем она никогда не была.
Йосабет занималась музыкой и играла на гитаре и фортепиано. По всей видимости, она также зарабатывала уроками музыки. Другим источником доходов было раскрашивание гравюр. Вероятно, именно это занятие в конце концов побудило её заняться рисованием и живописью. Вдохновляясь гравюрами, она тем не менее не копировала их, а заимствовала отдельные детали. Шёберг не датировала свои работы, но по различным признакам можно заключить, что самые ранние из них относятся к 1850-м годам.
Рисунки Йосабет Шёберг делятся на три группы. Первая — интерьеры и городские виды. На протяжении своей жизни художница жила в двенадцати различных домах в Сёдермальме и Стокгольме и делала их зарисовки. В этих интерьерах всегда присутствует и она сама: художница изображала себя играющей в карты, лежащей в постели, играющей на фортепиано, вешающей занавески и т. д. Она придавала большое значение деталям и тщательно зарисовывала все окружавшие её вещи. Иногда Шёберг рисовала виды из своего окна и саму себя в окне, а также виды городских улиц и собственную фигуру в пейзаже.
Две другие группы включают церковные интерьеры и зарисовки из домов престарелых. Они также изобилуют деталями, а в церквях художница часто изображает саму себя, окружённую толпой молящихся. Интерьеры не соотносятся с какими-либо реальными церквями, а представляют собой, скорее, некий обобщённый образ.
Йосабет Шёберг умерла в 1882 году. Её рисунки считались не представляющими ценности, однако сохранились в семье друзей художницы, унаследовавших её имущество. В 1930-х годах их приобрёл Городской музей Стокгольма.
Рисунки Йосабет Шёберг по своей стилистике близки к наивному искусству. Она не имела никакого художественного образования, хотя, возможно, в 1860-х годах брала уроки рисования. Коллекция Городского музея включает также ряд акварелей на естественнонаучные темы, в том числе рисунки цветов, — возможно, именно с них Шёберг начала учиться рисовать, копируя изображения из книг и альбомов.